# بيل ويلسون
بيل ويلسون (بالإنجليزية: Bill Wilson)‏ هو سياسي أمريكي، ولد في 28 مارس 1961 في غريت فولز في الولايات المتحدة. حزبياً، نشط في الحزب الديمقراطي. وقد انتخب عضو مجلس ولاية مونتانا وانتخب عضو مجلس نواب مونتانا.